# Parila (przystanek kolejowy)
Parila – przystanek kolejowy w pobliżu miejscowości Parila, w prowincji Harjumaa, w Estonii. Położony jest na linii Tallinn - Narwa. 